# La sombra del sol
La sombra del sol es una película dramática de 2023 dirigida, coproducida y editada por Miguel Ángel Ferrer, quien coescribió con Guillermo de la Rosa. Está protagonizada por Carlos Manuel González, Anyelo López, Greisy Mena, Jeizer Ruiz, Richard Clark, David Olaves, Camila Curtis y Pedro Alonso.
Se trata de dos hermanos, uno de ellos sordo, que se apuntan a un concurso musical donde el hermano sordo podrá cumplir su sueño a través de la voz de su hermano.
Fue seleccionada como la entrada venezolana a la Mejor Película Internacional en los 96º Premios Oscar.

## Sinopsis
Alex es un joven sordo que le pide a Leo, su hermano mayor, que lo acompañe en un concurso musical. A través de la voz de su hermano, Alex tendrá la posibilidad de cumplir su sueño, aunque será un reto que pondrá a prueba sus habilidades, su capacidad de perseverancia y resiliencia en una sociedad no apta para la inclusión.

## Elenco
- Carlos Manuel González como Leo
  - Kenny Montoya como el joven Leo
- Anyelo López como Alex
- Greisy Mena como Yolanda
- Jeizer Ruiz como Brayian
- Richard Clark como Bimbin
- David Olaves como Lucky
- Camila Curtis como Tita
- Pedro Alonso

## Producción
La fotografía principal se llevó a cabo en Caracas y Acarigua, Venezuela, en 2022. 

## Estreno
La Sombra del Sol tuvo su estreno mundial el 4 de junio de 2023, en el 22º Festival Internacional de Cine Latino de Los Ángeles, luego se proyectó el 10 de julio de 2023, en el 19º Festival del Cine Venezolano, el 23 de septiembre de 2023, en el 12º Festival Internacional de Cine Latino de Georgia y a principios de octubre en el 19º Festival de Cine de Monterrey.
Tuvo un estreno limitado en salas de cine el 5 de octubre de 2023, en cines venezolanos, para luego tener un estreno en salas de cine más amplio en diciembre del mismo año.

## Recepción
Después de su debut en LALIFF, La sombra del sol ganó cinco premios en el Festival del Cine Venezolano en Mérida, junto con dos premios adicionales en el Festival de Cine Latino de Georgia. La película fue reconocida como Mejor Largometraje Latinoamericano en el Festival Internacional de Cine de Monterrey.
La película fue seleccionada como la entrada venezolana a la Mejor Película Internacional en los 96º Premios Oscar. Diego Vicentini, director de la película Simón estrenada el mismo año, manifestó estar decepcionado de que su película no fuera elegida, argumentando que Simón tenía méritos para ser candidata y denunció irregularidades durante el proceso de selección, declarando que él y su equipo recibieron informes de que parte del comité de selección, tradicionalmente integrado por miembros del gremio de realizadores venezolanos, estaba integrado este año por personas desconocidas. Los informes también calificaron el debate de irregular, con un bloque de miembros que no estuvo dispuesto a escuchar argumentos a favor de Simón e incluso silenciaron a alguien que quiso hablar a favor de la película. Además, el comité incluía a Ray Ugencio, primer asistente de dirección de La sombra del sol, lo que creó un conflicto de intereses.  El presidente del comité de selección, Ignacio Castillo Cottin, ha reafirmado la decisión adoptada por el comité. Sin embargo, Vicentini también publicó un video aclarando que su intención no era perjudicar a la película La sombra del sol, sino criticar a la Asociación Nacional de Autores Cinematográficos (ANAC), encargada del proceso de selección, pidiendo disculpas por el efecto negativo que pudiera tener su denuncia. 

## Reconocimientos
| Año  | Premio / Festival                                | Categoría                                           | Beneficiario           | Resultado | Resultado |
| ---- | ------------------------------------------------ | --------------------------------------------------- | ---------------------- | --------- | --------- |
| 2023 | Festival del Cine Venezolano                     | Premio de la Prensa - Mejor Largometraje de Ficción | La sombra del sol      | Ganador   | [ 21 ]    |
| 2023 | Festival del Cine Venezolano                     | Mejor largometraje                                  | La sombra del sol      | Ganador   | [ 21 ]    |
| 2023 | Festival del Cine Venezolano                     | Mejor actor                                         | Carlos Manuel González | Ganador   | [ 21 ]    |
| 2023 | Festival del Cine Venezolano                     | Mejor actor de reparto                              | Anyelo López           | Ganador   | [ 21 ]    |
| 2023 | Festival del Cine Venezolano                     | Mejor diseño de sonido                              | Enrique Diaz           | Ganador   | [ 21 ]    |
| 2023 | Festival Internacional de Cine Latino de Georgia | Mejor largometraje internacional                    | La sombra del sol      | Ganador   | [ 22 ]    |
| 2023 | Festival Internacional de Cine Latino de Georgia | Mejor director                                      | Miguel Ángel Ferrer    | Ganador   | [ 22 ]    |
| 2023 | FIC Monterrey 2023                               | Mejor largometraje latinoamericano                  | La sombra del sol      | Ganador   | [ 23 ]    |